# Agrias petri
Agrias petri är en fjärilsart som beskrevs av Le Moult 1931. Agrias petri ingår i släktet Agrias och familjen praktfjärilar. Inga underarter finns listade i Catalogue of Life.